# Q de Tobin

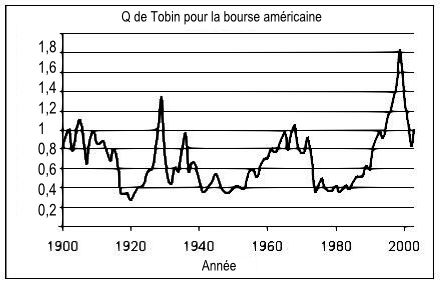
Q de Tobin

La q de Tobin también llamada proporción q o v de Kaldor, es la proporción entre el valor de mercado de un  activo físico y su valor de sustitución. Fue usado por primera vez por Nicholas Kaldor en 1966 en su obra Productividad Marginal y las Macro-Teorías Económicas de Distribución: Comentario sobre Samuelson y Modigliani.
Fue popularizado una década más tarde por James Tobin, quién en 1970 describió sus dos cantidades como:

Una, el numerador, es el valor de mercado: el precio actual por el que se intercambian activos en el mercado. La otra, el denominador, es el coste de reemplazo o sustitución: el precio en el mercado para nuevos activos similares. Creemos que este ratio tienen un significado y utilidad macroeconómica como nexo entre los mercados financieros y los mercados de bienes y servicios.